# دانيال برودهيد الثالث
دانيال برودهيد الثالث (بالإنجليزية: Daniel Brodhead III)‏ هو قاضي صلح ‏ أمريكي، ولد في 20 أبريل 1693 في ماربلتاون في الولايات المتحدة، وتوفي في 22 يوليو 1755 في بيت لحم في الولايات المتحدة.